# Campo di aviazione di Grossa
Il campo di aviazione di Grossa fu un aeroporto d'Italia attivo dal 1917.

## Storia
Costruito vicino ad una villa palladiana, ospitò i britannici Royal Flying Corps con gli aerei Sopwith Camel.

## Reparti

### Gran Bretagna
- No. 28 Squadron RAF
- No. 42 Squadron RAF
- No. 66 Squadron RAF
- No. 45 Squadron RAF
- No. 139 Squadron RAF